# Søren Kierkegaard
« Kierkegaard » redirige ici. Pour les autres significations, voir Kierkegaard (homonymie).
Søren Aabye Kierkegaard ([ˈsœːɐn ˈkʰiɐ̯kəˌkɒːˀ] ), né le 5 mai 1813 et mort le 11 novembre 1855 à Copenhague, est un théologien, philosophe, écrivain et poète danois protestant, dont l’œuvre est considérée comme une première forme de l'existentialisme chrétien.
Son œuvre est constituée de textes critiques sur la religion organisée, le christianisme, la morale, l'éthique, la psychologie, la philosophie religieuse, et montre un goût pour la métaphore, l'ironie et les paraboles. Une grande partie de son travail traite de la manière dont on vit en tant qu'individu unique, donnant la priorité à la réalité humaine concrète sur la pensée abstraite et soulignant l'importance du choix et de l'engagement personnel.
Les premiers travaux de Kierkegaard ont été publiés sous différents pseudonymes qu'il utilisait pour présenter des points de vue différents. Il explorait les questions sous différents angles, chacun sous un pseudonyme différent. Il a également publié  de nombreux discours d'édification sous son propre nom.
Parmi les idées clés de Kierkegaard figurent le concept de vérités subjectives et objectives, le  souvenir et la reprise, l'angoisse, la distinction qualitative infinie, la foi comme passion, les trois étapes de la vie.
Kierkegaard a écrit en danois et la réception de son travail a été initialement limitée à la Scandinavie, mais au début du XXe siècle, ses écrits ont été traduits en français, allemand et autres langues européennes majeures. Au milieu du XXe siècle, sa pensée a exercé une influence considérable sur la philosophie, la théologie et la culture occidentale. Elle se poursuit jusqu'à nos jours.

## Biographie

### Origines familiales et nom de famille
Søren Kierkegaard est le septième et dernier enfant de la famille. Il naît d'un second mariage, alors que son père a 56 ans, durant la période de l'âge d'or danois.
Son père, Michael Pedersen, cinquième garçon d’une famille de neuf enfants, est né en 1756 dans une ferme de Sædding, dans la région d'Esbjerg, tenue en métayage par le grand-père de Søren, Peder Christensen. Cette ferme, située près de l'église de Sædding, était appelée la « ferme de l'église », Kierkegaard en danois d'alors. Ce nom est alors devenu celui de la famille. Il n'est donc pas en relation étymologique avec le mot kirkegård qui signifie « cimetière » (cour de l'église).
Michael Pedersen Kierkegaard ayant quitté le milieu paysan et fait fortune dans le commerce des textiles laineux, sa famille et ses enfants jouissent d'une certaine aisance.

### Jeunesse
La famille appartient à une communauté piétiste très fervente, ce qui vaut à Søren, selon ses propres dires, « une éducation chrétienne stricte et austère qui fut, à vues humaines, une folie ».
La famille n'est cependant pas coupée du monde : Michael Pedersen Kierkegaard s'intéresse à la philosophie et accueille souvent chez lui des intellectuels. Le jeune Kierkegaard lit la philosophie de Christian Wolff, mais préfère les comédies de Ludvig Holberg, les écrits de Johann Georg Hamann, Gotthold Ephraim Lessing, Edward Young et Platon, surtout les dialogues socratiques.
En 1821, il entre à la Borgerdydskole (« école de la vertu civique »), une prestigieuse école privée où il se fait remarquer pour la vivacité de son esprit. En 1831, à 18 ans, il commence des études de théologie et de philosophie à l’université de Copenhague. Parmi ses maîtres : Frederik Christian Sibbern, Poul Martin Møller et Hans Lassen Martensen, plus âgé que Kierkegaard de seulement cinq ans et qui deviendra son rival. Les langues de l'enseignement étaient le latin et l'allemand ; l'affection particulière que nourrit Kierkegaard pour sa langue maternelle, le danois, le pousse à demander au roi la permission de soutenir sa thèse de doctorat dans cette langue ; il n'en doit pas moins la rédiger malgré tout en latin.
De 1819 à 1834, sa mère, puis ses trois sœurs aînées et deux de ses frères, meurent tour à tour, soit de maladie soit accidentellement, sans jamais dépasser l’âge de 33 ans, ce qui l’amène à croire qu’il ne dépassera pas lui non plus l’âge du Christ. Son père, qu'il respecte énormément, doté d'une grande imagination mais affecté de mélancolie et portant un lourd fardeau de culpabilité (qu'il avait révélé à son fils et qui fut comme un grand tremblement de terre), meurt à son tour en 1838, laissant à ses fils un héritage confortable qui évite à Søren d'avoir à gagner sa vie et lui permet de se consacrer à l'écriture et à la publication. Des neuf membres de la famille, ne subsistent désormais que lui et son frère ainé Peter. Il cesse alors de vivre sa vie avec légèreté.
Une des premières descriptions physiques de Kierkegaard est due à Hans Brøchner, invité au mariage de son frère Peter en 1836 : « J'ai trouvé [son apparence] presque comique. Il avait alors vingt-trois ans ; il avait quelque chose d'assez irrégulier dans toute sa forme et avait une coiffure étrange. Ses cheveux s'élevaient à près de quinze centimètres au-dessus de son front dans une crête ébouriffée qui lui donnait un air étrange et déconcerté. » Une autre description vient de la nièce de Kierkegaard, Henriette Lund (1829–1909) : « Quand Søren Kierkegaard était un petit garçon, il avait une apparence mince et délicate, son père l'appelait « fourchette », à cause de sa tendance, développée assez tôt, à des remarques piquantes. »

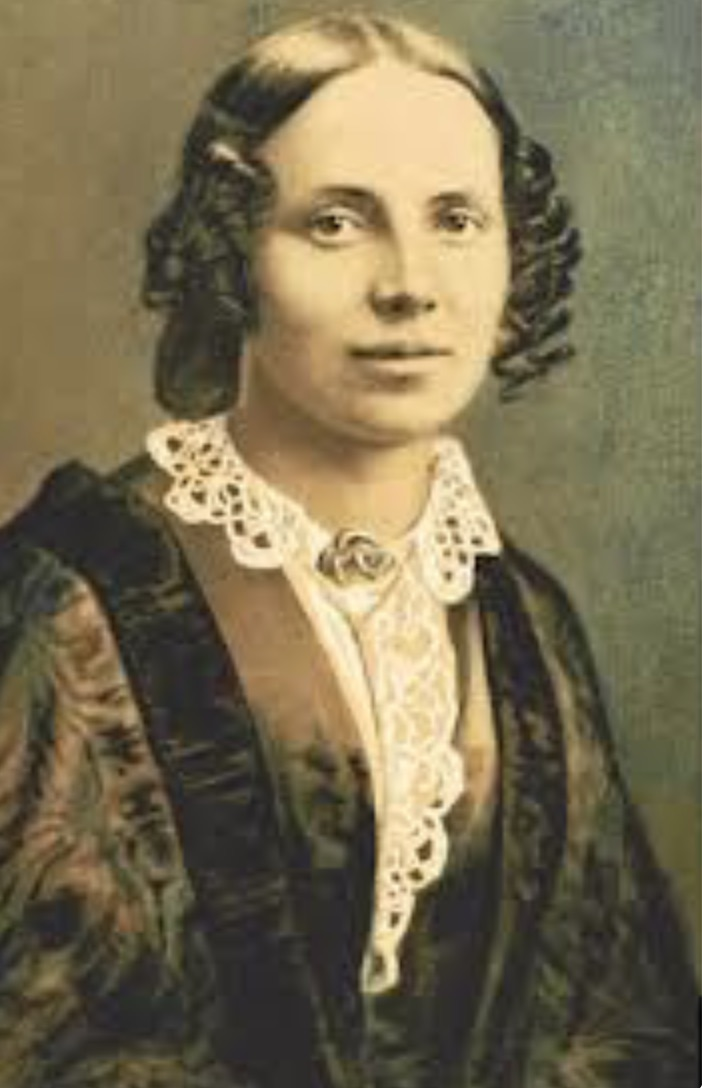
Portrait de Regine Olsen circa 1840.

Il aime se promener dans les rues de Copenhague, parler avec les gens de diverses conditions qu'il y rencontre, aller au théâtre applaudir Johanne Luise Heiberg. Il est également intéressé par le cercle qui s'est formé autour de Johan Ludvig Heiberg mais s'en éloignera dès qu'il comprendra l'attachement de ce dernier pour la philosophie de Hegel, notamment en matière d'esthétique, telle qu'elle était alors reçue au Danemark.
Au mois de mai 1837, il rencontre la jeune Regine Olsen, âgée de 15 ans. En 1840, il la demande en mariage. Elle accepte, mais un an plus tard, et après réflexion, il rompt soudainement avec elle après lui avoir renvoyé son anneau de fiançailles. Comme une muse lointaine, cette relation l'a hanté pour le reste de sa vie. Bien qu'elle soit devenue par la suite madame Schlegel, elle reste pour la postérité la fiancée de Kierkegaard. Plus tard, Kierkegaard écrivit : « Je dois tout à la sagesse d'un vieil homme et à la simplicité d'une jeune fille. »
La même année, il soutient sa thèse de doctorat intitulée Le Concept d’ironie constamment rapporté à Socrate, dans laquelle il fait valoir que Socrate utilise l’ironie afin de faciliter la naissance de la subjectivité chez ses interlocuteurs, qui, obligés d'abandonner leurs réponses immédiates, doivent commencer à penser par eux-mêmes et prendre une responsabilité individuelle à l’égard de la connaissance.
Puis il part pour Berlin où, de novembre 1841 à février 1842, il suit les cours de Schelling, qui le déçoivent. Il rentre alors à Copenhague.

### Premiers écrits de 1843 à 1847
Dans un siècle où la raison raisonnante règne, et dans un Danemark où la religion est affaire de fonctionnaires d’État, Kierkegaard fait le choix de dédier sa vie et son talent au service du réveil de la foi chrétienne chez l’individu,. Le type de christianisme qui sous-tend ses écrits est une forme très sérieuse de luthéranisme qui s'appuie sur les valeurs austères de souffrance et de responsabilité individuelle.
Ou bien… ou bien et les Deux discours édifiants, datant tous deux de 1843 et tous deux ouvertement religieux, constituent, à la suite de sa thèse et en continuité avec elle, le début d'un long projet d'écriture où alternent écrits pseudonymes et écrits signés de son nom.
Ou bien… ou bien, œuvre considérée comme majeure, et publiée sous le pseudonyme de Victor Emerita, (l’« ermite victorieux »), comprend des essais de critique littéraire et musicale et un ensemble d'aphorismes. L'ouvrage contient les papiers d'un inconnu que le pseudonyme auteur prétend avoir découverts dans un secrétaire, et qu'il a du mal à mettre en ordre car ils ne sont ni clairs, ni directs. Ils font cependant apparaître deux conceptions du monde ou « stades », l’esthétique et l’éthique. Ces deux stades sont traités dans deux parties de taille égale, les « papiers de A » (l'esthète) et les « papiers de B » (l'éthicien). La première partie contient entre autres les célèbres Diapsalmata et les études du Don Giovanni de Mozart, du personnage de Marguerite dans le Faust de Goethe, ou des Premières Amours d'Eugène Scribe,
. La conception esthétique du monde y est représentée de la manière la plus claire dans « tracé d'ombres » : la vie appelle à un papillonnement d’instant à instant, chaque instant devant être vécu comme une expérience intense ; mais pour cette même raison, il n’y a aucune cohérence dans l’existence, et l’esthéticien ne trouve jamais le repos et éprouve un grand désespoir. Cette première partie s’achève sur « Le Journal du Séducteur » qui décrit le processus de séduction d'une jeune fille, Cordélia, montrant ce qu’il y a de démoniaque et de désespérant dans une existence toute adonnée à l’esthétique et à l’attrait de la sensualité.
La deuxième partie de Ou bien… ou bien contient des lettres adressées par l’éthicien, l’assesseur Vilhelm, à A. Il montre que l’important est de se choisir soi-même dans sa valeur éternelle, mais aussi que la pureté de l’éternité et la trivialité de l’existence doivent s’unir de manière harmonieuse. Pour sortir du désespoir auquel mène l’existence d’esthète, il est nécessaire d’effectuer le choix éthique de soi. On ne choisit pas nécessairement entre le bien et le mal ; il s’agit avant tout de faire prendre une orientation à sa vie qui assume le bien et le mal comme des catégories déterminantes pour son existence et son comportement. Le choix éthique mène au « choix de soi-même » : se rendre responsable de ce que l’on fait, s’assumer comme celui que l’on est, et assumer l’histoire qui a fait de soi ce que l'on est. Le meilleur exemple d’un tel mode de vie éthique est le mariage.
L'œuvre s’achève sur un discours traitant du fait que nous avons toujours tort devant Dieu. Ce discours semble une première indication d’un stade qui ne sera pas encore décrit dans Ou bien… ou bien : le religieux.
Alors que Vilhelm l’éthicien avait défendu le projet existentiel de « se conquérir soi-même » en assumant sa propre vie, Kierkegaard va montrer ensuite le caractère problématique de ce choix.
Dans Crainte et tremblement, l’écrivain traite de la foi et des possibilités en convoquant la parabole biblique d’Abraham. Cet ouvrage de 1843 est écrit sous le pseudonyme de Johannes de Silentio, « Jean du Mutisme ». Le mot « foi » signifie dans cet ouvrage le fait de croire qu’à Dieu tout est possible. Abraham croit que Dieu lui rendra son fils Isaac, auquel il est attaché de tout son cœur, et auquel Dieu lui demande de renoncer. Aux yeux de Johannes de Silentio, la foi conduit l’individu au-delà de la sphère de l’éthique et, par-là même, enlève toute possibilité de communion de langage avec les autres. Du fait que la foi fait que l’individu sorte de l’éthique et la dépasse, il n’est pas possible de donner une justification purement rationnelle au choix d’Abraham de sacrifier Isaac. Mais, dans la mesure où c’est la foi qui suspend l’éthique, Kierkegaard va parler de suspension téléologique de l’éthique, c'est-à-dire de mise entre parenthèses de l’éthique en vue d'un but qui la dépasse. « La foi consiste d’abord à se rendre entièrement disponible à Dieu, […] le croyant doit renoncer à tout, faire un saut hors du temps dans l’éternel. Abraham est grand non parce qu’il a renoncé à Isaac, il est grand parce que Isaac lui a été rendu […]. Il était absurde pour Abraham de croire au même moment où il renonçait à son fils que ce fils lui serait rendu. Pourtant Abraham a cru à l’absurde et c’est en vertu de l’absurde qu’Isaac lui fut rendu. La foi est donc le paradoxe, elle est ce mouvement par lequel le croyant renonce à tout y compris à sa propre intelligence. »
La Répétition (aussi traduit par La Reprise) fut publiée le même jour que Crainte et tremblement. Elle met en scène un autre chevalier de la foi, le personnage de Job. Selon Johannes Climacus, la foi est un miracle, un don de Dieu par lequel la vérité éternelle entre dans l'instant, mais sa réalisation est une tâche qui doit être accomplie à plusieurs reprises par le croyant individuel. « Le souvenir restitue une valeur, qui assure la liaison entre les moments de mon expérience […]. Il est une  puissance de continuité, […] une recréation, ou réactualisation. […] Quand un évènement est vécu intérieurement, il est marqué d’éternité. » Cette conception chrétienne de la relation entre la vérité éternelle et le temps est distincte de la notion socratique selon laquelle la vérité éternelle est toujours déjà en nous et qu'il suffirait de la récupérer par le biais du souvenir (l'anamnèse),.

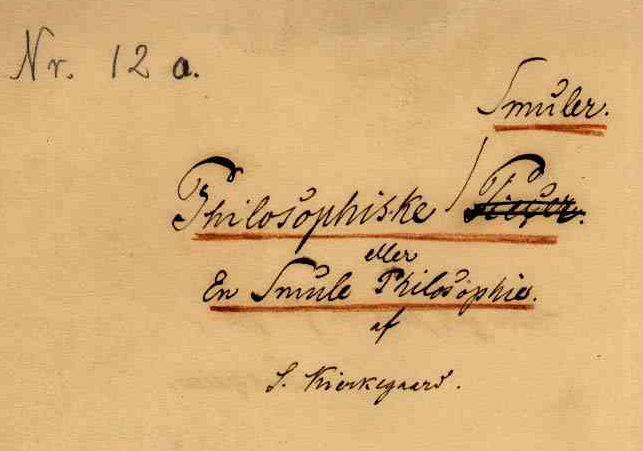
Manuscrit des Miettes Philosophiques.

Les Miettes philosophiques furent publiées en 1844. Le pseudonyme Johannes Climacus cherche dans ces fragments à discerner ce qui peut être appelé en vérité « chrétien ». Partant de la position de Socrate concernant l'accès à la vérité, il montre comment la méthode socratique présuppose que chacun dispose en lui de la vérité qu’il s’agit de trouver. Or, pour la foi chrétienne, c’est le contraire qui est vrai : l’homme est passé du côté de la non-vérité par sa propre faute, et il ne peut en sortir que par l’intervention divine. C’est pour cela qu’on peut parler du « paradoxe de la foi » ; le fait que le Dieu des chrétiens, le Dieu éternel, se soit incarné dans la condition d’homme, en naissant, souffrant et mourant.
Le Concept d’Angoisse, publié quatre jours après les Miettes philosophiques, est une méditation psychologique. Dans cet opus, l’écrivain pseudonyme Vigilius Haufniensis, le « veilleur de Copenhague », aperçoit que l’angoisse est intimement liée à la notion de liberté et de choix, et donc à la notion du possible, cette liberté n’est pas liée à proprement parler au bien et au mal, c’est une notion subjective, psychologique qui traduit l’acceptation du possible indéterminé, d’où le vertige.
Le vertige fait chuter la liberté qui ne saisit plus dès lors sa finitude, à cet instant tout est changé et quand la liberté se relève, elle se trouve coupable, et l’individu se retrouve dans un état de pétrification au moment où il voit, où il va presque savoir, dans une attente angoissante, de ce qui viendrait dissiper le caractère indifférencié de la possibilité, l’homme en saisit l’horreur autant que les appels souriants. Seule la foi peut l'apaiser.
Le concept d’angoisse montre que chaque individu est un moi qui devient vraiment humain quand il assume la tâche de devenir « esprit », c'est-à-dire pleinement lui-même .
Les Stades sur le chemin de la vie furent publiés en 1845, prétendument édités par Hilarius le Relieur. Les problèmes traités par Ou bien … ou bien sont retravaillés à travers toute une série de situations et par un mode d'exposition similaire. L'ouvrage commence par donner la parole à des esthéticiens prenant part à une soirée arrosée. Par la suite, Vilhelm l’assesseur présente à nouveau une défense de ce qu’il y a de noble dans le mariage. Enfin, le stade religieux est traité dans la description d’un conflit psychologique faisant suite à des fiançailles rompues, lequel est ensuite analysé en détail par un nouveau pseudonyme, Frater Taciturnus .
Johannes Climacus reprend la parole dans le Post-scriptum définitif et non scientifique aux miettes philosophiques de 1846. Post-scriptum de 600 pages aux Miettes philosophiques qui n’en faisaient que 100. Le Post-Scriptum contient une critique mordante de Grundtvig (grand réformateur danois du luthéranisme, contemporain de Kierkegaard) et de Hegel,. Ce texte affirme qu’il n’est pas possible de constituer un système de l’existence, l’existence étant en perpétuel changement. Climacus met aussi l’accent sur le fait que l’accès à la vérité ne se réduit pas à un simple processus rationnel. La vérité doit plutôt être appropriée à travers un choix passionné. De surcroît, l'homme ne peut choisir seul sa propre vérité et ne peut la trouver par lui-même ; elle ne peut qu’être suggérée de l’extérieur par l'expression indirecte de Quelqu’un qui incarne cette vérité, le Christ. La vérité ne se situe pas dans un « quoi » (en danois hvad) statique, mais dans un « comment » (hvorledes) dynamique.

#### La querelle avec leCorsaire: la presse, l'anonymat, la foule

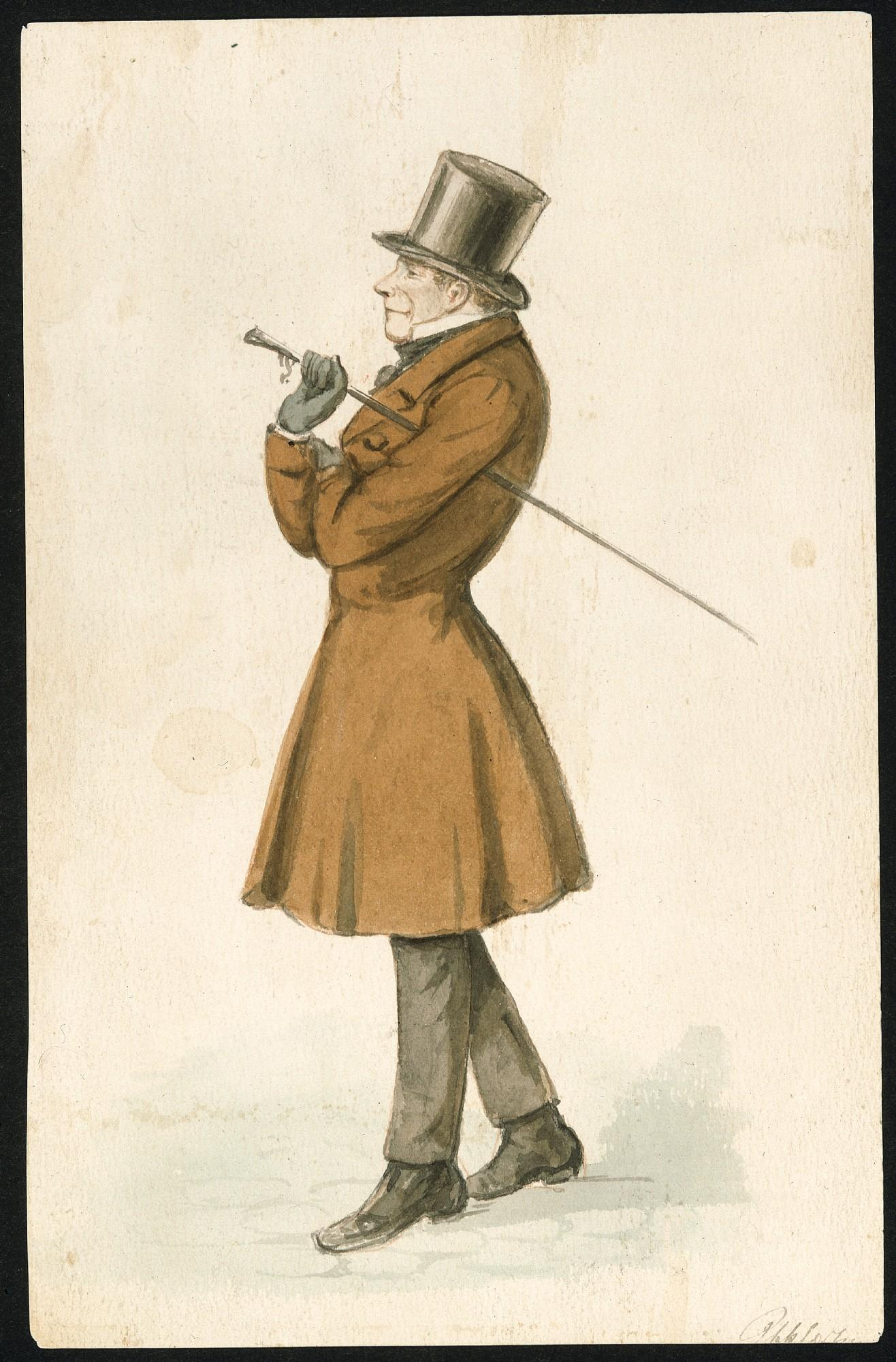
Søren Kierkegaard, dessin-caricature de P.C. Klæstrup vers 1845. Source : la Bibliothèque royale de Copenhague.

Arrivé à ce point, Kierkegaard pensait selon toute apparence avoir dit ce qu’il cherchait à dire, et était déterminé à trouver un poste comme pasteur. Cependant, il n'était pas certain d'avoir été entendu ou compris, étant donné que la presse n'avait que peu commenté ses publications ; il contacta donc Le Corsaire, ce qui déclencha la polémique avec ce journal satirique. L’acharnement du journal à salir sa réputation, en grande partie pour des motifs personnels plutôt que pour la substance de ses écrits et les souffrances causées par ces attaques ont poussé Kierkegaard vers une autre phase très productive ; la création de discours chrétiens positifs plutôt que la satire ou la parodie. La campagne du Corsaire compromit également sa relation avec le « tout venant », et ceci provoqua chez lui un changement radical de sa conception personnelle au sujet de la souffrance, du martyre et de la sequela Christi, qui devinrent pour lui le marqueur propre du véritable christianisme. Ce virage se constate de manière évidente dans nombre des écrits publiés entre 1847 et 1851, et dans son La foule c'est le mensonge,.

### Seconds écrits de 1847 à 1851
Les Discours édifiants à divers points de vue, publiés peu de temps après la crise du Corsaire, s'adressent à « cet individu unique, mon lecteur ». Le christianisme s'adresse à l'individu, ses vérités, selon Kierkegaard, doivent être appropriées intérieurement, sérieusement et avec une passion infinie. Tout comme nous ne pouvons pas mourir la mort d'un autre, nous ne pouvons pas vivre la foi d'un autre. Les écrits de cette période approfondissent de plus en plus, dans trois sections différentes, la situation du chrétien dans le monde et face à Dieu ; la troisième section, L'évangile des souffrances, contient plusieurs méditations sur le sens de la souffrance pour le chrétien.
Les Œuvres de l'amour, datant de 1847 et sous-titré Quelques délibérations chrétiennes sous forme de discours, est un essai sur l'amour et la charité envers le prochain (l'agapé), et sur la manière dont l’amour que le Christ a manifesté peut s’exprimer dans chaque action. Il y est aussi question de ce qui va à l’encontre de la charité : la méfiance, la jalousie, l’orgueil et l’inclination au jugement.
Dans les Discours chrétiens de 1848, les exemples choisis renvoient aux différentes formes de sentiments.

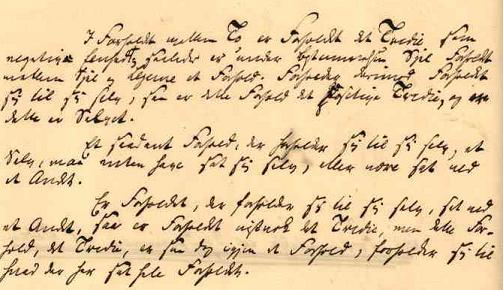
Manuscrit de La Maladie à la Mort.

Anti-Climacus est l'auteur pseudonyme de deux œuvres de maturité de Kierkegaard : La Maladie à la mort (1849), plus connu en francophonie sous le titre de Traité du désespoir, et L’École du Christianisme (1850).
La Maladie à la mort est considéré comme une des premières recherches sur ce qui sera appelé la psychologie des profondeurs. Dans cet ouvrage apparaît un nouveau pseudonyme, Anti-Climacus. Kierkegaard y retravaille le sujet du Concept d’angoisse et explore les raisons du désespoir. L’homme est une synthèse, un rapport dialectique entre plusieurs pôles opposés qui luttent en lui l’un contre l’autre, il est partagé entre la trivialité du quotidien et l’éternité, écartelé entre la nécessité et la possibilité. L’homme vit dans une condition telle qu’il doit se rapporter à lui-même tout en intégrant les diverses dimensions de son être dans un processus d'appropriation constant. Kierkegaard laisse Anti-Climacus traiter le problème de manière négative. Il étudie toutes les formes que le désespoir peut prendre, en montrant que le désespoir peut consister tant à ne pas vouloir être soi qu'à vouloir l'être. Le désespoir est l'impossibilité de la possibilité. Cette analyse le conduit également à repenser l’enseignement traditionnel au sujet du péché et du pardon.
Dans L’École du Christianisme de 1850, il met l’accent sur la condition nécessaire à la foi : que l'individu marche à la suite de Jésus et voie l'Absolu dans le christianisme. Kierkegaard parle du « scandale », c’est-à-dire le refus par l'être humain de croire à la parole du Christ en raison de l'incapacité dans laquelle se trouve l'individu d'admettre qu'un Dieu éternel s'incarne dans le temps pour le sauver. Il va aussi présenter dans toutes ses conséquences ce qu'implique de renoncement, de sacrifice personnel et de souffrance, le fait de suivre le Christ : ceci implique un choix (« ou bien…ou bien ») qui correspond à l’exigence de la foi. Le Christ est le Modèle à imiter, et le fait de Le suivre, d'être Son contemporain, dans le vocabulaire de Kierkegaard, est la forme authentique du christianisme. De même que le Modèle a vécu et est mort méprisé et humilié, de même le chrétien devra souffrir pour sa foi. Ceci conduit Anti-Climacus à opérer une claire distinction entre, d’une part, l’Église triomphante et installée dans son confort, et d’autre part, l’Église authentique ; première attaque contre l’Église établie du Danemark.
Il apparaît de nouveau à cette période que Kierkegaard avait pensé mettre un terme à son œuvre d’écrivain. Il écrit en 1848–49 Point de vue explicatif sur mon œuvre d’écrivain, qui ne sera publié qu’en 1859, quatre ans après sa mort, et dans lequel il fait un retour sur sa production philosophique et sur le sens que celle-ci peut avoir. Il en va de même pour Jugez vous-mêmes !, qui ne fut imprimé qu’en 1876. Il publie en 1851 Pour un examen de conscience, puis se retire de la vie littéraire publique en n'écrivant plus que dans son Journal personnel.

### Pamphlets contre l'Église danoise et trépas

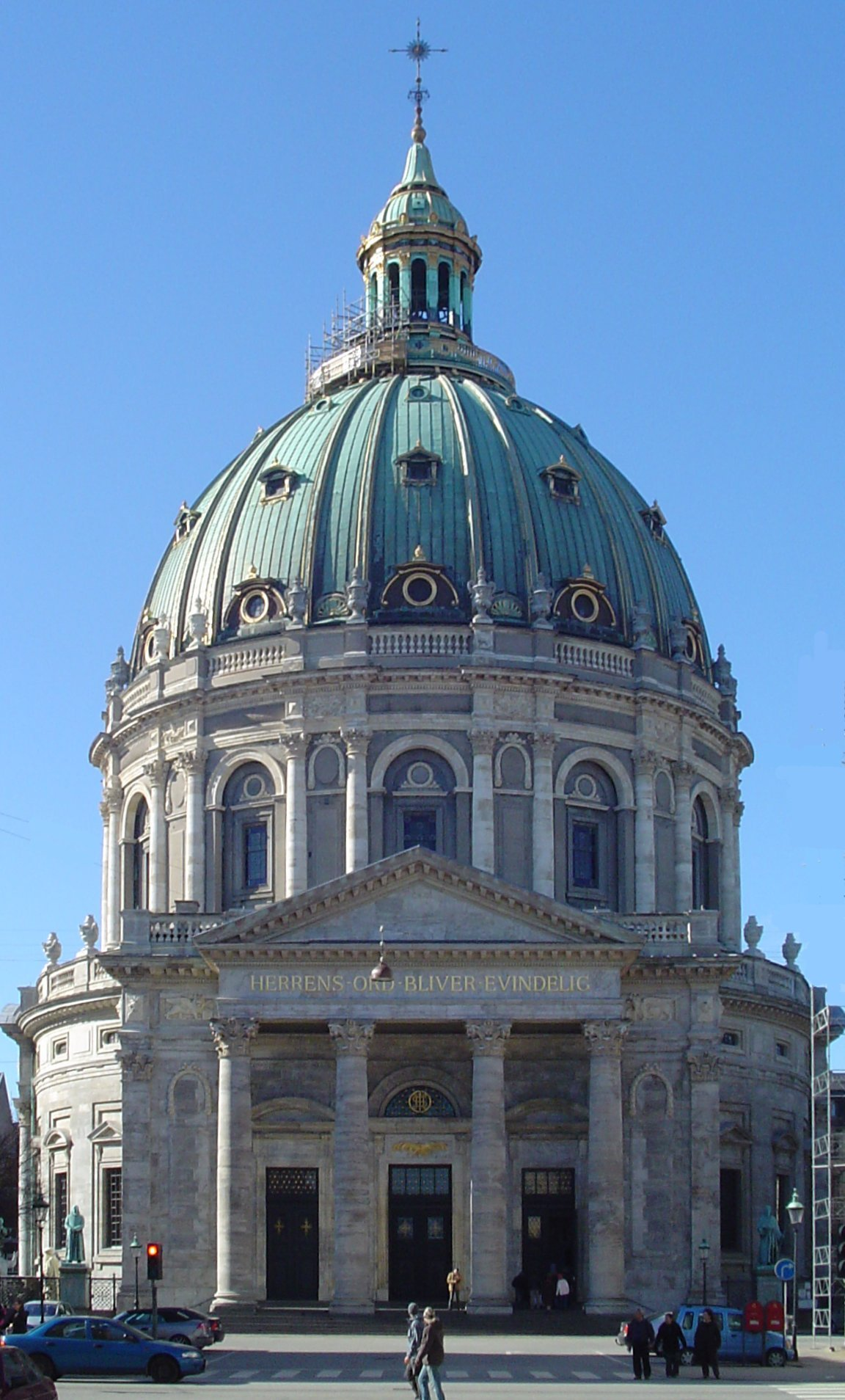
Photographie de 2005 de l’entrée de l’église nationale luthérienne du peuple danois, (Copenhague).

Kierkegaard interrompit un silence d'environ quatre ans, quand en 1854 le professeur et pasteur H. L. Martensen désigna le défunt évêque luthérien J. P. Mynster comme « un témoin de la vérité », au cours de son enterrement. Kierkegaard se rendit compte qu'il ne pouvait plus se limiter à l'écriture érudite et poétique qu'il avait pratiquée jusqu'alors, et qu'il devait intervenir de manière décisive.
Le 18 décembre 1854, Kierkegaard écrit dans un article du journal Fædrelandet : « L’évêque Mynster était-il un témoin de la vérité, l’un des véritables témoins de la vérité — ceci est-il la vérité ? » Ce fut le commencement d’un combat contre l’Église officielle danoise (« den danske Folkekirke » en danois ; l’attaque de Kierkegaard contre l’Église établie est nommée au Danemark son « Kirkestorm », littéralement la « tempête contre l’Église ») ; cette attaque se concentre sur l’année 1855 : Kierkegaard polémique violemment contre l’Église danoise et son clergé. Dans son premier article de journal, il explique que jusque-là il ne pouvait pas parler de ses réserves envers l'Église et Mynster à cause de l’amitié de son père avec cet évêque. Au début de son combat, Kierkegaard s'exprime directement : Mynster n’était pas un témoin de la vérité, mais « faible et avide de jouissances ». Il écrit plus tard qu’ « il faut en finir avec le mensonge… selon lequel c’est le christianisme, qui est prêché » (dans l’Église danoise). À partir d’avril 1855 il met l’accent sur le caractère ridicule, du point de vue de la foi, du fait que l’attribution des ministères ecclésiaux se fait par l’autorité du roi. À peu près au même moment, les nouvelles victimes de ses attaques sont les « 1000 prêtres avec leur famille ».
En mai 1855, il commence la publication d'une série d'articles dans un quotidien puis poursuit, cinq mois après, avec onze pamphlets qu'il nomme L'Instant (Øjeblikket).
Il lance dans l’un des premiers numéros l’idée suivante : la mission des 1000 prêtres danois consiste en réalité dans le fait d’empêcher et de rendre impossible le christianisme. Dans le numéro 2, cette interprétation audacieuse est exprimée de manière encore plus claire, car les « 1000 hommes d’affaires avec leur instinct de survie sont fort intéressés par le fait que les hommes n’apprennent pas ce qu’est le christianisme… » Dans le même numéro est introduit son point de vue selon lequel les prêtres « jouent au christianisme ». En juin, il fait usage d’expressions comme « filouterie et escroquerie ». En août, les mots « confirmation et ordination » deviennent « comédie ou bien pire », et le mot « mensonge » vient à redonder dans les propos agressifs de Kierkegaard. Dans le même temps, les prêtres deviennent « les 1000 menteurs », puis en septembre des « anthropophages, et de la plus détestable manière. ».
Pendant cette campagne, Kierkegaard affirme de différentes manières que ce combat est son œuvre véritable et que tous les écrits précédents sont à considérer comme des manœuvres préparatoires avant que deux conditions soient remplies : d’une part, que son père et l’évêque Mynster soient décédés, et d’autre part qu’il soit lui-même considéré comme un théologien doué et incontournable. Ceci est exprimé de manière très claire dans « le jugement du Christ au sujet du christianisme officiel » de 1855,.

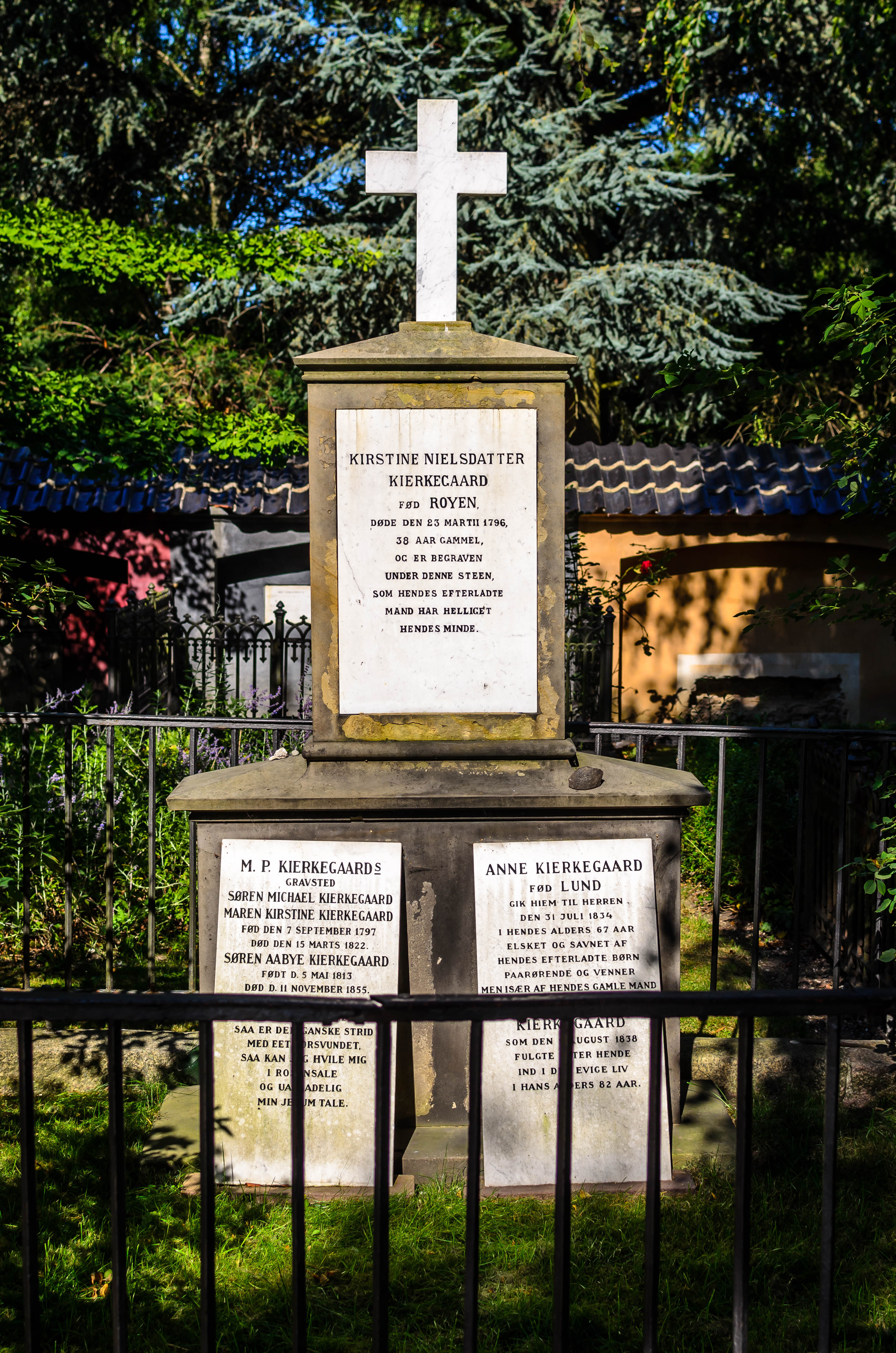
Tombe de la famille Kierkegaard au cimetière Assistens (Copenhague).

#### Derniers moments
Au milieu de ce combat, pendant que le numéro 10 de L’Instant était en préparation, Kierkegaard perd conscience dans la rue, et après quelques semaines à l’hôpital, il meurt après avoir affirmé qu’il n’avait cherché que l’authenticité.
Ses obsèques furent célébrés en la cathédrale Notre-Dame. L’église était comble, et une foule nombreuse assista à l’office depuis la rue. De nombreux représentants de l’Église, des milieux universitaires et littéraires étaient présents. Le vicaire général E.C. Tryde présida à l’office. Le frère du philosophe, Peter Christian Kierkegaard, parla au nom de la famille.
Le cercueil fut porté de manière solennelle au cimetière Assistens, suivi par de nombreuses personnes. Henrik Lund, un neveu de Kierkegaard, prit la parole après l’inhumation. On retient de son discours que son oncle avait été le plus grand adversaire de l’Église, et qu’avec un enterrement dans l’Église on avait souillé sa mémoire jusqu’après sa mort. Henrik Lund sentait que l’Église—vis-à-vis de laquelle Kierkegaard avait pris ses distances et qu’il avait ridiculisée—choisissait à ce moment de le faire sien, et par là-même lui manquait de respect. De son point de vue, son oncle était contre le culte du « christianisme officiel ».
Le vicaire général Tryde exigea et obtint des excuses de la part de H. Lund qui fut condamné à une amende de 100 rixdales.

## Pensée et rhétorique
« Il s'agit de comprendre ma destination, de voir ce que Dieu veut proprement que je fasse. Il s'agit de trouver une vérité qui soit vérité pour moi, de trouver l'idée pour laquelle je veux vivre et mourir ».
« Kierkegaard répond à certaines questions fondamentales : Comment devenir humain ? Comment devenir soi-même ? Il montre aussi comment exister en tant que chrétien et ce qu'est la Foi. Et pour lui, l'accomplissement de la liberté de l'homme est en Dieu »

### Le philosophe malgré lui
Bien qu'il ait toujours refusé de se considérer comme philosophe, la pensée de Kierkegaard est centrée sur la personne humaine et ses questionnements existentiels. Ayant accumulé un savoir érudit et professoral, il préfère une pensée centrée sur les seules questions qui peuvent transformer la vie d’un homme, telles que celles concernant la mort ou la foi. Or, le savant est-il plus apte que toute autre personne à répondre à ces grandes interrogations ? Kierkegaard répond ici que la sagesse n’est pas d’ordre intellectuel, mais pratique, si bien qu’elle ne dépend pas de l’érudition ou encore du niveau d’étude. Il veut montrer que toute pensée doit culminer dans une décision dans la mesure où la vérité n'est pas un concept, mais plutôt appelée à s’incarner dans mon existence. Pour lui, un des principaux facteurs de l’oubli d’exister se trouve dans un excès de savoir ; celui qui prêche des heures durant sur la question de la mort, sans même en ressentir crainte et tremblement, reste extérieur à sa propre existence. Il considère ainsi la mort comme un concept et non comme une réalité capable de bouleverser chaque existence, de sorte qu’il faut inévitablement s’y préparer. « De quoi me servirait-il que la vérité fût pour moi froide et nue, indifférente de voir que je la professe ou non […] ? La connaissance doit être accueillie en moi de façon vivante, et c'est cela que je reconnais maintenant comme l'essentiel ».
Kierkegaard ne cherche pas a répondre à la question ce que (« hvad »), mais à la question comment (« hvorledes »). Il ne s’agit pas avant tout de chercher ce qu’est le monde, Dieu, ou encore le christianisme, mais de comprendre comment je peux faire de ma vie une expression de la vérité. La vérité c’est l’authenticité de ma vie et non un discours vrai sur l’existence. Il faut que le discours ne soit pas sur l’existence mais dans l’existence, et c’est à cette seule condition qu’il peut devenir une vraie parole. Dans le langage de Kierkegaard, « la vérité c’est la subjectivité », l’adéquation entre ma connaissance objective et la manière dont je l’incarne dans ma vie. Il ne faudrait cependant pas confondre Kierkegaard avec une forme de subjectivisme qui ferait de l’homme la mesure de toutes choses, car la vérité subjective veut simplement dire que le sujet devient acteur de la parole et pas uniquement « parleur de la parole ».
Kierkegaard incite son lecteur à mettre en question l’authenticité de sa vie. La vie la plus authentique se trouve dans un recueillement qui exclut toute dispersion au sens où l’individu ne peut se découvrir qu’en opérant un mouvement d’intériorisation. L’intériorité passe par plusieurs stades dont le plus avancé est le stade religieux pour culminer dans le religieux chrétien.
Si le stade religieux-chrétien a autant de valeur à ses yeux, c’est parce qu’il y voit le plus haut degré d’intériorité. En effet, ce stade représente un équilibre qui respecte les différentes dimensions de l’homme, à savoir sa nature finie et son appel à l’infini. In fine, le chrétien incarne dans un quotidien ordinaire une relation intime avec un absolu qui se ne se montre que de manière paradoxale. En effet, un Dieu tout-puissant qui se fait homme jusqu’à mourir sur une Croix bouleverse intégralement la représentation que l’individu se fait au sujet de Dieu. La foi requiert un saut dans l’inconnu, autrement dit une adhésion au mystère du Christ, et ce à l’encontre même de la raison.
« La foi a trouvé en l’absence de certitude un excellent pédagogue » : plus il y a d’incertitudes, plus il y a d’espace pour que l’individu croie. Plus le mystère reste voilé, plus l’individu devra sauter, la longueur du saut étant la mesure de la foi. Si je sais et si je vois, je n’ai plus besoin de croire. Si l’individu croit malgré l’incertitude, alors c’est le signe d’une grande foi. Kierkegaard en tire la conclusion suivante : il n’essaiera pas de fortifier la certitude du croyant mais l’appellera à sauter, à se jeter à l’eau « au-dessus de 70 000 brasses ». C’est pourquoi Kierkegaard ne fait en aucun cas œuvre d’apologiste. Il ne propose pas de nouvelles connaissances, mais un rejet de l’attitude pathologique consistant à rechercher des garanties. La foi ne se prouve pas mais elle s’éprouve.
Même si Kierkegaard écrit beaucoup au sujet de la foi chrétienne, il ne cherche jamais à prouver la vérité du christianisme. Il décrit divers stades d’existence de façon approfondie pour que le lecteur puisse éprouver en lui-même quelle est la meilleure forme d’existence. Son œuvre est un miroir dans lequel le lecteur peut regarder sa propre vie et découvrir la logique profonde de son choix existentiel. Il ne doit pas être convaincu par la raison ni discuter au sujet de telle ou telle preuve mais il doit faire l’épreuve de lui-même. C’est d’ailleurs pour cette raison que Kierkegaard écrit souvent sous pseudonyme : l’autorité de l’écrivain importe peu, de même il ne s’agit pas d’être en accord ou non avec sa pensée. Les livres n’ont de conclusion que celle d’un ou plusieurs auteurs fictifs – autrement dit ils n’apportent pas de solutions. Le lecteur ne doit pas s’attendre à trouver un réservoir de réponses objectives, mais au contraire un outil de questionnement subjectif.
Le but de la pensée n’est pas de ratiociner de manière abstraite mais d’être vécue dans l’existence. Le véritable savoir ne saurait rester purement informatif. À quoi me servirait-il de connaître le monde et ses éléments si ma propre vie en reste inchangée ? Ce qui compte c’est la connaissance en tant qu’elle peut transformer ma vie. C’est ce que Kierkegaard appelle la réduplication. La spéculation à outrance devient distraction et nous déconnecte de l’existence tandis que la réduplication est une attitude qui consiste à incarner la vérité. La question n’est pas tant celle de l’existence de Dieu, par exemple, et de la connaissance de ses attributs ; en aimant son Créateur, le simple croyant a une connaissance qui excède le savoir de tous les livres. Il y a plus dans le ciel et sur la terre que dans toute la théologie. C’est pourquoi Kierkegaard s’oppose si souvent à Hegel. Tel que Kierkegaard l’interprète, Hegel fait de son œuvre, La Phénoménologie de l'esprit, la révélation de l’Esprit à lui-même ; il pense que le collectif prime sur le particulier si bien que l’individu n’est que peu de chose par rapport à l’Histoire universelle. L’Esprit se développe à travers les manifestations culturelles de grands peuples au cours de l’histoire. Or pour Kierkegaard c’est mon histoire qui est importante, peu importe celle des grandes civilisations ; il n’y a pas d’Esprit universel, il n’y a que des esprits singuliers. L’Histoire universelle est remplacée par l’histoire singulière. Par cela même le système hégélien n’est pas édifiant pour moi, c’est-à-dire qu’il ne me conduit pas vers l’intériorité : ce système oublie complètement de parler de ma singularité et de l’appel qui m’est propre.

### Le théologien
Kierkegaard se définit avant tout comme un poète religieux.
Fervent chrétien et brillant théologien, il s'opposera à l'Église danoise de l'époque, Église luthérienne d'État, au nom d'une foi individuelle et concrète. En effet, la religion, l'institution ecclésiastique, la communauté des croyants, forment ce que Kierkegaard appelle la chrétienté, et représentent l'hypocrisie (aller au sermon pour bien se faire voir de la société) et la répression de l'individualité, laquelle s'épanouit au contraire dans le christianisme comme foi vécue, pleine d'apprentissages intérieurs, le « devenir-chrétien ». Il écrit ainsi des Discours édifiants (1843-1847), rédigés dans un style personnel s'adressant à la singularité de l'auditeur.
Kierkegaard souhaite ainsi restaurer un luthéranisme pur et originel  où la foi est le centre et a la priorité sur les œuvres ; il parle par ailleurs longuement de la notion de « scandale », d'inspiration biblique, qu'il couple avec la notion de paradoxe. Le paradoxe, qui maintient définitivement les deux éléments contradictoires, lui permet de rejeter la dialectique au sens hégélien comme élément et démarche essentiels de la pensée ainsi que la philosophie de Ludwig Feuerbach.

### Le poète et l'écrivain

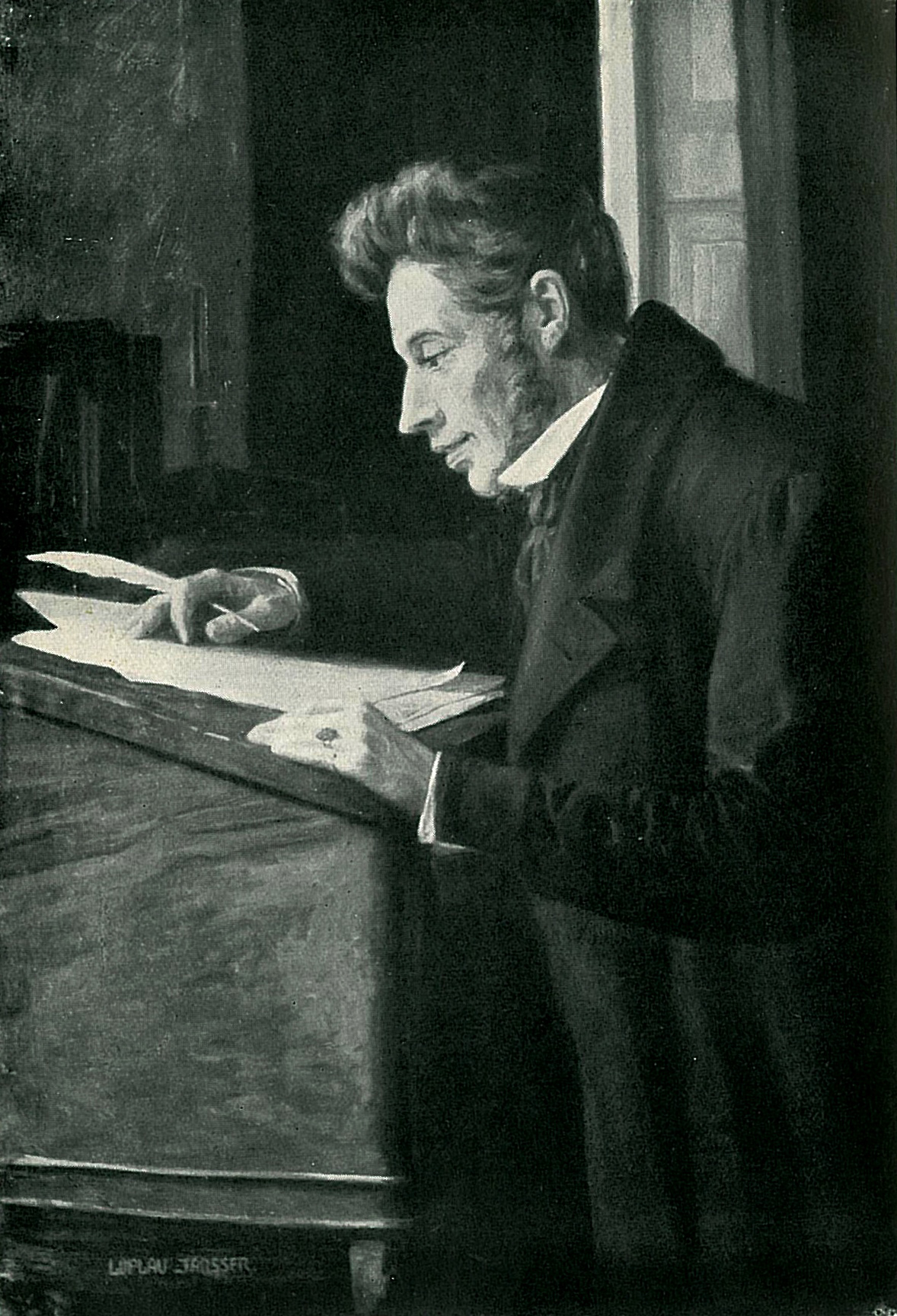
Portrait de Kierkegaard par Luplau Janssen.

Kierkegaard aime écrire, cependant sa relation à ce plaisir d'écrire est distanciée par l'utilisation de pseudonymes.
Les divers pseudonymes, qui sont autant de personnages inventés, certains s'opposant ouvertement à d'autres, commentant les travaux des pseudo-auteurs précédents (par exemple Johannes Climacus et Anti-Climax), font que son œuvre est parfois difficile à interpréter. Kierkegaard s'adresse au lecteur et veut se faire comprendre de lui ; la forme littéraire vient à son secours, il construit des fictions qui permettent des jeux complexes de représentation et indiquent ce qui échappe généralement au discours  conceptuel du philosophe.
Kierkegaard révèle une profonde créativité littéraire et poétique. Il s'intéresse aux auteurs tant anciens (Aristophane, Platon) que modernes (Shakespeare, Goethe, son contemporain Andersen). Il écrit aussi des pièces de théâtre, s'intéresse au mythe tragique, à la comédie (farce, vaudeville) et commente longuement Lessing et les écrits philosophiques de Fichte, Schopenhauer, Schelling ou Hegel.

#### L'ironie et l'humour
Dans sa thèse de doctorat, Le Concept d'ironie constamment rapporté à Socrate (1841), Kierkegaard oppose l'ironie socratique à l'ironie moderne des romantiques,. À la suite de Hegel, il conçoit l'ironie socratique comme la faculté de négation universelle et illimitée. En effet, Socrate amenait son interlocuteur à nier sa propre position au cours d'un dialogue de type dialectique, c'est-à-dire consistant en questions et réponses argumentées. Socrate feignait de ne rien savoir, et critiquait tous ceux qui prétendaient détenir un savoir, notamment les sophistes. Kierkegaard se propose comme continuateur de l'ironie socratique ; il propose une négation absolue du Système hégélien. Kierkegaard nie ainsi les systèmes de l'idéalisme allemand  qui prétendent avoir dépassé l'ironie socratique, ainsi que la skepsis (en grec ancien σκέψις) des sceptiques et le doute hyperbolique de Descartes.

#### Les hétéronymes
La moitié des travaux de Kierkegaard a été écrite sous le masque de divers personnages hétéronymes qu'il créa pour présenter différentes manières de penser. C'est là une partie de la communication indirecte de Kierkegaard. D'après plusieurs passages de son travail et de ses journaux, comme Point de vue explicatif de mon œuvre d'écrivain, Kierkegaard écrivit de cette façon afin d'empêcher ses travaux d'être traités comme un système philosophique avec une structure systématique. Dans cet ouvrage posthume, il écrit : « dans les travaux pseudonymes, il n'y a pas un mot simple qui est le mien. Je n'ai aucune opinion au sujet de ces travaux sinon en tant que tierce personne, aucune connaissance de leur signification, excepté comme un lecteur, pas la moindre relation privée ou distanciée avec eux. »
Afin de dépasser ce que Kierkegaard appelle « une expérience de papier », il propose non pas l’exposé systématique d’une doctrine mais des récits (à double fond) pris en charge par des pseudonymes ; il ne donne pas de clefs de lecture conceptuelles. Jacques Colette parle de Kierkegaard comme de « l’ange exterminateur de l’immédiateté » et le présente comme un chrétien incognito armé de neutralité.
Kierkegaard se distancie de ses textes par une variété de dispositifs, y compris typographiques comme l’utilisation du tiret ou du point d'interrogation, qui servaient à problématiser la voix de l'auteur pour le lecteur. Il divise les textes en préfaces, avant-propos, interludes, post-scriptum, annexes. Il attribue la paternité de parties de textes à différents pseudonymes, et invente d'autres pseudonymes pour les éditeurs ou les compilateurs de ces écrits. Il ajoute parfois son nom en tant qu'auteur, parfois en tant que responsable de la publication, parfois pas du tout. Il lui arrive de publier plusieurs livres le même jour. Ces publications simultanées incarnent des perspectives étonnamment contrastées. Les Discours édifiants, eux, sont publiés sous son propre nom.
Tout ce jeu avec le point de vue narratif désoriente le lecteur. Combiné au jeu incessant de l'ironie et à la prédilection de Kierkegaard pour le paradoxe ou l'opacité sémantique, il fait du texte une surface polie, dans laquelle le sens premier à discerner pour le lecteur est son reflet propre.
Kierkegaard emploie la communication indirecte pour empêcher ou gêner ceux qui chercheraient à s'assurer que l'auteur soutient réellement les idées présentées dans ses œuvres. Il espère que les lecteurs liront simplement son travail pour sa valeur informelle, sans chercher à l'interpréter selon des clés biographiques. Kierkegaard cherche également à éviter que le lecteur considère son travail comme un système faisant autorité. Il préfère que le lecteur trouve par lui-même des manières de l'interpréter. Kierkegaard pense aussi que la communication indirecte est le seul moyen de mener le lecteur à l'éveil, au-delà de l'auteur. Dans la mesure où l'enjeu de son œuvre n'est pas de faire du lecteur son disciple mais un disciple du Christ, le mode de communication ne peut qu'être indirect (voir les Miettes philosophiques). De même, les Discours ne sont pas des sermons, parce que leur auteur, n'ayant pas reçu l'ordination, n'a pas autorité pour prêcher ou enseigner.

##### Liste des pseudonymes
Les principaux pseudonymes de Kierkegaard, dans l'ordre chronologique :
- Victor Eremita, rédacteur de Ou bien… ou bien
- A, auteur de nombreux articles dans Ou bien … ou bien
- Assesseur Vilhelm, auteur des réfutations à A dans Ou bien … ou bien
- Johannes de Silentio, auteur de Crainte et Tremblement
- Constantin Constantius, auteur de la première moitié de La Répétition,
- Jeune Homme, auteur de la deuxième moitié de La Répétition
- Vigilius Haufniensis, auteur de Le Concept d'angoisse
- Nicolaus Notabene, auteur des Préfaces
- Hilarius le Relieur, rédacteur des Étapes sur le chemin de la vie
- Johannes Climacus, auteur des Miettes philosophiques… et de Post-scriptum…
- Inter et inter, auteur de La Crise et une crise dans la vie d'une actrice
- H.H., auteur de Deux essais éthico-religieux
- Anti-Climacus, auteur de La Maladie à la mort et de Pratique dans la chrétienté.

## Thèmes

### Les étapes sur le chemin de la vie
La philosophie existentielle de Kierkegaard s’attache particulièrement au thème des « stades sur le chemin de la vie ». Ceux-ci sont traités dans différentes œuvres, mais on peut en donner une exposition résumée : 
•	Le philistin (en danois spidsborger). Dans la pensée de Kierkegaard, l’homme se différencie des animaux et des plantes par le fait qu’il dispose d’un moi – c'est-à-dire une conscience, un esprit. Cette conscience a la possibilité de se rapporter à elle-même, mais le philistin ne parvient pas à réaliser ce travail existentiel. Cette personne ne se connaît pas elle-même et vit donc dans un conformisme indifférent et dans des habitudes vides.
•	L’esthéticien. À un moment donné, le philistin parvient à se rapporter à son propre moi, mais il cherche dans le même temps à fuir sa propre existence, par exemple dans la jouissance et l’oisiveté.
L’esthéticien peut parvenir à un stade intermédiaire, que Kierkegaard appelle l’Ironie. Quand l’esthéticien cherche à assumer sa propre existence, il veut dans un premier temps prendre de la distance vis-à-vis de lui-même par l’ironie. Un ironiste qui, le temps passant, devient familier de son moi, va opérer un saut pour devenir:
•	L’éthicien. Ce stade est le moment authentique et responsable par lequel la personne entre dans l’existence et cesse de renier son moi. C’est une étape en direction d’une pleine liberté personnelle. L’éthicien a une autre conception de la vie que l’esthéticien : il assume ses responsabilités et cherche à produire de bonnes œuvres au lieu de s’infatuer de ses expériences esthétiques. L’éthique signifie la connaissance du bien et du mal, et l’éthicien a le courage de choisir ce qui lui semble juste. La liberté de choisir de manière responsable donne à la personne de s’ancrer dans l’existence ; toutefois, l’éthicien aura du mal à trouver un sens à l’existence et sera pris d’angoisse existentielle.
•	Le stade religieux.
1. La religiosité A. Elle consiste dans une religiosité extérieure et vide, dans laquelle la personne va fidèlement à l’église et prie sa prière du soir – mais plus par routine que par choix réel. Selon Kierkegaard, cette forme de religiosité n’est pas acceptable, car la personne ne prend position par elle-même, mais n’est que le produit de l’Eglise comme institution.
2. La religiosité B. La foi passionnée et véritablement spirituelle est le stade ultime : la personne prend conscience du caractère paradoxal et absurde du concept chrétien de Dieu : Dieu se fait homme (Jésus) pour mourir sur une Croix et ressuscite pour sauver l’humanité de ses péchés[65].

### Le doute et la foi
Kierkegaard met en parallèle la foi et le doute, qui sont deux attitudes qui se répondent et qui engagent profondément l'homme dans l'existence, plus que ne le ferait une doctrine faite de raisons  et de justifications . Ces dernières arrivent après la décision existentielle, mais ne peuvent en aucun cas la fonder. C'est pour cela que Kierkegaard déclare que « l'instant de la décision est une folie » : on ne peut jamais prévoir les ultimes conséquences de notre saut dans l'existence. De même, Kierkegaard affirme que « plaider discrédite toujours ». Ce que nous ne pouvons pas faire, selon Kierkegaard, c'est croire en vertu de la raison. Si nous choisissons la foi, nous devons suspendre notre raison afin de croire en quelque chose de plus élevé que la raison. Nous devons croire en dépit ou en vertu de l'absurde.
Deux des points sur lesquels Kierkegaard insiste  sont la « subjectivité » et la « foi ». La foi est une décision qui ne peut se fonder sur une certitude. la recherche de la certitude ne peut venir que du doute et non de la foi car l'individu est passionné par Dieu : la passion se passe de raisons, de même que tout amour « passe l'entendement ». La foi est directement opposée au doute : « la foi est le contraire du doute », dit Kierkegaard dans les Miettes philosophiques. Plutôt que de remettre en question son attachement à Dieu, le croyant prend un risque, et vainc le doute avec les armes de la foi.
Alors qu'un apologiste essaiera de convaincre les personnes qui doutent en leur fournissant des arguments au sujet de la vérité du christianisme, Kierkegaard propose de croire directement, sans essayer de trouver des certitudes intellectuelles. La foi est une décision subjective de l'individu par laquelle il s'engage à adhérer à ce en quoi il croit, malgré l'incertitude objective. Kierkegaard s'élève contre certains pasteurs et philosophes chrétiens (par exemple Martensen) de son époque qui à force de considérations intellectuelles, ne font que renforcer le doute chez les fidèles : « À quelles extraordinaires métaphysiques et logiques ne s'est-on pas livré de nos jours pour administrer une preuve nouvelle, intégrale, absolument exacte et combinant toutes celles déjà données de l'immortalité de l'âme ; cependant, cette preuve s'établissant, la certitude diminue ». Ceux-ci prennent alors l'habitude de considérer le christianisme comme une doctrine intellectuelle froide et désincarnée, qu'il s'agirait de défendre. Or le chrétien est un amoureux de Dieu dont la certitude est tout autre qu'intellectuelle.
Kierkegaard  dans son Post-scriptum définitif et non scientifique aux miettes philosophiques écrit que « la subjectivité est vérité » et que « la vérité est subjectivité ». Cette idée paradoxale ressort d'une distinction entre ce qui est objectivement vrai et la relation subjective qu'entretient un individu avec cette vérité (indifférence ou engagement). Kierkegaard insiste sur le fait que la vérité qui importe au chrétien est la vérité subjective, qui constitue sa vie intérieure. Plus la vie intérieure est riche, plus l'individu est dans la vérité ; la vérité objective, par exemple une connaissance intellectuelle, ne peut devenir vérité subjective que si elle me pousse à changer de manière d’agir. Kierkegaard donne quelques exemples dans le Post-scriptum : on peut savoir par exemple ce qu'est objectivement la mort, mais cette connaissance intellectuelle n'est pas essentielle pour l'individu. L'individu est dans la vérité subjective s'il ordonne sa vie de manière à se préparer à la mort, si donc l'idée de la mort le pousse à l’action dans sa propre vie. Vivre bien pour se préparer à l'au-delà, voilà un exemple de vérité subjective, qui a certainement eu une influence sur le concept heideggerien d’authenticité.
Pour Kierkegaard, la foi chrétienne n'est pas une question de dogme religieux à régurgiter. C'est une question de passion subjective individuelle, qui ne peut être médiée par le clergé ; ce n'est que sur la base de la foi qu'un individu a une chance de devenir son vrai « soi ». C’est l'œuvre de vie que Dieu jugera pour l'éternité.

### La répétition ou la reprise
Mais le choix de la foi n'est pas fait une fois pour toutes. Il est essentiel que la foi soit constamment renouvelée par des affirmations répétées de foi. C'est de cette répétition que dépend l'identité même de l'individu, car l'individu « est dans une relation qui se rapporte à lui-même ». À moins que cette individualité ne reconnaisse un « pouvoir qui l'a constitué », il tombe dans un désespoir qui défait son moi. Par conséquent, pour se maintenir en tant que relation qui se rapporte à lui-même, le moi doit constamment renouveler sa foi en la puissance qui l'a posé. Il n'y a pas de médiation entre l'individu et Dieu par le prêtre ou par le système logique. Il n'y a que la propre répétition de la foi de l'individu. Cette répétition de la foi est la manière dont le moi se rapporte à lui-même et à la puissance qui le constitue.

#### L'angoisse
L'individu est ainsi soumis à un énorme fardeau de responsabilité, car sur ses choix existentiels pèse son salut éternel ou sa damnation. L'anxiété ou la peur  c'est-à-dire l'angoisse est le pressentiment de cette terrible responsabilité lorsque l'individu se trouve au seuil d'un choix existentiel capital. L'anxiété est une émotion à double face : d'un côté, le terrible fardeau de choisir pour l'éternité ; de l'autre, l'exaltation de la liberté dans le choix de soi. Le choix se produit dans l'instant, qui est le point d'intersection du temps et de l'éternité, car l'individu crée par choix temporel un moi qui sera jugé pour l'éternité. L’angoisse est le moment qui précède l’affirmation de l’esprit.
Kierkegaard prend « l'angoisse » comme fil conducteur, dans le Concept de l'angoisse, pour explorer de quelle manière la liberté s'atteste elle-même à l'existence singulière, de façon paradoxale, seul un être libre pouvant faire l'expérience de l'angoisse—expérience de la liberté comme fardeau et obstacle. L'angoisse est le « vertige du possible », on la ressent lorsque l'on est confronté à une infinité de possibilités et qu'il faut faire un choix. L'angoisse, contrairement à la peur, n'a donc pas d'objet déterminé. On a peur « de quelque chose », mais on n'angoisse pas « de quelque chose ». L'angoisse est indéterminée, elle met en branle l'ensemble de l'existence. Heidegger dira que l'angoisse met en branle l'ensemble de l'être, et nous fait apercevoir le néant,.
Nous portons la lourde responsabilité de ce choix, et de plus nous ne pouvons pas prévoir si ce choix sera bon ou pas. L'existence se caractérise par son aspect foncièrement contingent et imprévisible, l'homme doit donc se risquer à choisir et à agir sans pouvoir maîtriser totalement son avenir. Face à l'angoisse d'exister dans un monde où l'expression d'un choix individuel est déterminante, l'homme kierkegaardien endure le désespoir comme un fardeau constitutif à sa condition d'humain. « Être soi » devient le défi existentiel par excellence, celui qui consiste à se tenir au seuil d'une infinité de possibilités et, dans un « saut » fondateur, à assumer jusqu'au bout tous les risques d'une décision. Aucune doctrine, aucun système philosophique ou scientifique, aucune dogmatique religieuse ne peuvent rassurer l'homme quant à ses choix, il doit les faire en âme et conscience en dernière instance.
« L'angoisse est le vertige de la liberté. »

#### Le désespoir
Emphatiquement dans La Maladie à la mort (traduction littérale du livre qu'on a appelé parfois en France le Traité du désespoir) mais également dans Crainte et tremblement, Kierkegaard expose que les hommes sont composés de trois parties : le fini, l'infini, et la relation entre les deux qui crée une synthèse. Les finis (les sens, le corps, la connaissance) et les infinis (le paradoxe et la capacité à croire) existent toujours dans un état de tension. Cette tension, consciente de son existence, est l'individu. Lorsque l'individu est perdu, insensible ou exubérant, la personne est alors dans un état de désespoir. Notamment, le désespoir n'est pas l'agonie et ne se résume pas à un simple sentiment ; c'est, au lieu de cela, la perte de l'individu, la négation du « moi » par un désordre dans la synthèse. Le désespoir c'est la peur non plus de n’être rien, mais de rester rien.

## Postérité: réception critique et influence

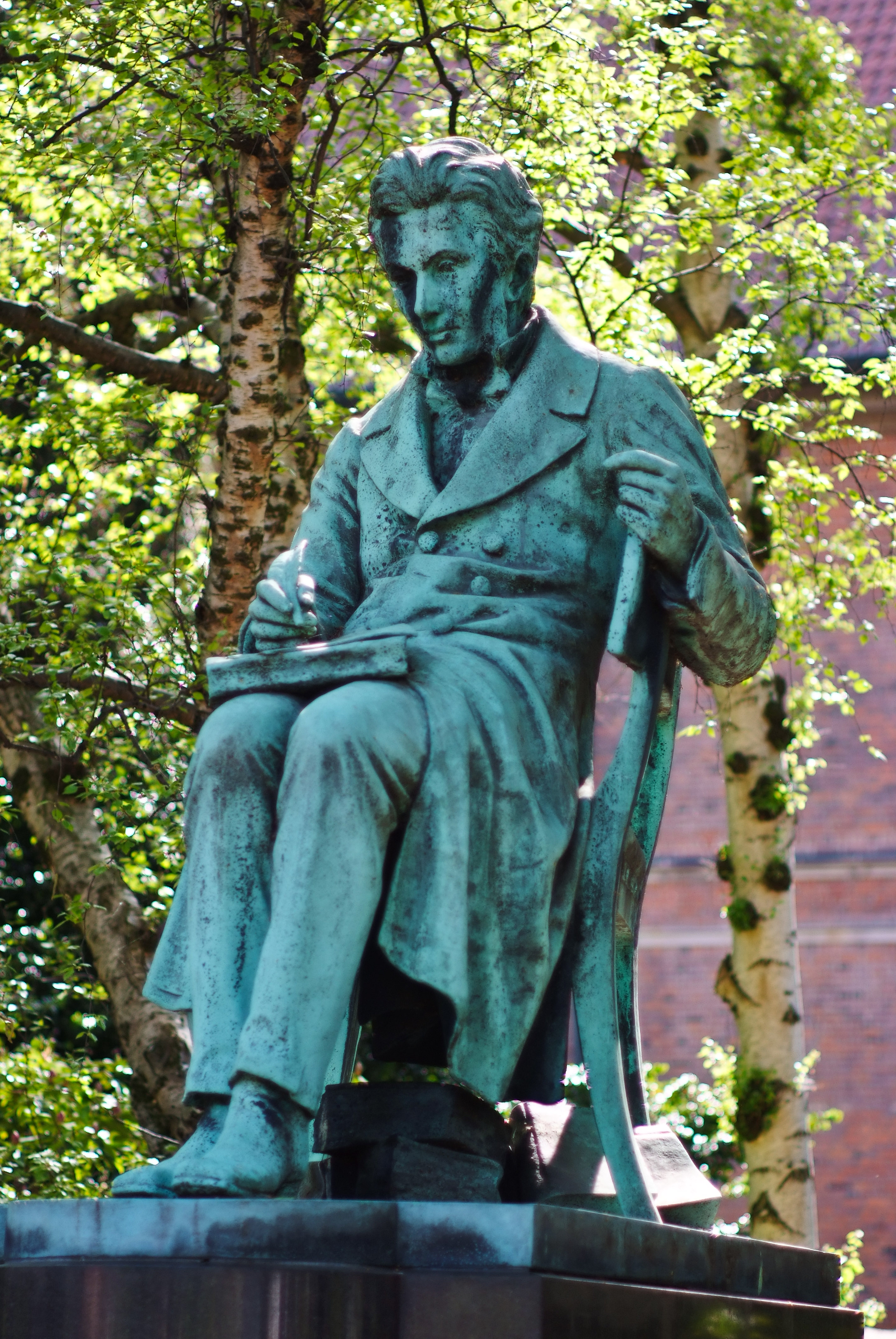
Statue de Kierkegaard par Louis Hasselriis - Copenhague.

### Première réception
Certains des premiers commentateurs, tels Theodor W. Adorno (1903–1969) ou Emmanuel Levinas (1906–1995), ont négligé les intentions de Kierkegaard et prétendu que l'intégralité de la production écrite de Kierkegaard devait être analysée comme étant les propres idées personnelles et religieuses de l'auteur. Mais cette approche mène nécessairement à certaines confusions et contradictions et rend alors Kierkegaard incohérent. Ainsi, des commentateurs ultérieurs, H-B. Vergote notamment, ont choisi de respecter les intentions de Kierkegaard et ont interprété son travail en laissant aux textes pseudonymes leurs auteurs respectifs. Pour eux, il s'est agi de comprendre le travail philosophique de Kierkegaard en sa spécificité, et non de réduire Kierkegaard à sa seule biographie ou à son prétendu profil psychologique.
Parmi les premiers lecteurs majeurs de Kierkegaard, qui l'ont aussi introduit en France : Léon Chestov, Benjamin Fondane, Rachel Bespaloff, Denis de Rougemont et Jean Wahl. Le résistant Paul Petit a traduit le Post-scriptum aux Miettes philosophiques dans les années 1940.

### Influence dans les domaines de la théologie, l'existentialisme, la littérature et la psychologie.
Le théologien jésuite Henri de Lubac évoque Kierkegaard dans Le Drame de l'humanisme athée (1942), avec Dostoïevski, comme un penseur chrétien contre la barbarie moderne, à côté de l'impasse de l'humanisme athée (lequel mène au nihilisme et est impuissant à combattre les horreurs à venir au XXe siècle, selon l'auteur) représenté par le quadrivium Feuerbach, Marx, Comte et Nietzsche. Kierkegaard fut de manière plus générale très influent dans les milieux théologiques (notamment pour sa conception de Dieu comme événement transcendant et inaccessible, en réaction au rationalisme hégélien) protestants (Barth, Tillich) et catholiques, à l'instar de Pascal, à qui on le compare parfois.
Le philosophe royaliste et catholique Pierre Boutang, dans l’Apocalypse du désir (1979, rééd. 2009), joint Kierkegaard aux Pères de l'Église dans ses influences pour repenser le désir dans l'optique d'une métaphysique chrétienne.
La notion de l'absurde de Kierkegaard est devenue par la suite une catégorie importante pour la philosophie existentialiste lors de la première moitié du XXe siècle bien qu'habituellement dépourvue de ses associations religieuses, mais il semble que celle-ci ait fait de nombreux contresens sur la pensée du  Danois, en plus de nier sa qualité de philosophe en tant que tel (voir par exemple les écrits de Karl Jaspers, Sartre, Gabriel Marcel ou encore Albert Camus). De même, Kierkegaard a influencé le philosophe Martin Heidegger, qui lui a repris des concepts-phares comme l'angoisse ou la répétition. Heidegger dira d'ailleurs : « Mon compagnon de route dans la recherche fut le jeune Martin Luther et mon modèle Aristote, que le premier détestait. Kierkegaard me donnait des impulsions, et les yeux, c'est Husserl qui me les a implantés ». Mais Martin Heidegger déclarera plus tard que « Kierkegaard n'est pas un penseur, mais un auteur religieux », et ne le cite que très rarement lorsqu'il réinterprète les concepts qu'il lui emprunte comme l'angoisse ou la répétition.
Ainsi, la théologie chrétienne lit Kierkegaard en tant que théologien ennemi du rationalisme (notamment athée), et la philosophie existentialiste « laïcise » la pensée de Kierkegaard, et le réduit à un auteur religieux et autobiographique.
Kierkegaard a cependant eu une influence considérable sur la psychologie et la littérature de la fin du XIXe siècle et surtout du XXe siècle. Parmi les auteurs profondément influencés par son travail : August Strindberg, Henrik Ibsen, Bjørnstjerne Bjørnson, W. H. Auden, Jorge Luis Borges, Don DeLillo, Hermann Hesse, Franz Kafka, David Lodge, Flannery O'Connor, Walker Percy, Rainer Maria Rilke, J. D. Salinger, John Updike, Miguel de Unamuno ou Georges Bataille.
Au début du XXIe siècle, Charles K. Bellinger, à propos de la psychologie des foules et de la violence, propose un rapprochement entre Kierkegaard et René Girard.

### Influence sur les philosophies analytique et postmoderniste
La deuxième moitié du XXe siècle semble manifester la réhabilitation de Kierkegaard parmi les représentants majeurs de la philosophie en tant que telle, après les premiers existentialistes des années 1920-1930 comme Chestov. Gilles Deleuze présente Kierkegaard comme un philosophe de la différence et de la répétition, avec Nietzsche et Charles Péguy, dans Différence et répétition (1968), et comme un brillant inventeur de personnages conceptuels dans Qu'est-ce que la philosophie ? (1991), avec ses pseudonymes, ses analyses de Don Juan, Faust, Ahasvérus et le Séducteur, n'ayant rien à envier à Nietzsche et son Zarathoustra.
Kierkegaard est ainsi souvent rapproché de Nietzsche (par Jacques Colette par exemple, cf. la bibliographie), parce qu'il combat l'hyperrationalisme, réhabilite la notion de « devenir », revalorise l'individualité contre la masse, critique l'hypocrisie morale et l'idolâtrie religieuse, et s'intéresse à l'art et à la littérature comme à des phénomènes essentiels.
Dans la philosophie analytique, Kierkegaard a influencé Ludwig Wittgenstein.
On trouve aussi une réinterprétation de sa conception de la subjectivité par le philosophe des sciences américain Paul Feyerabend. Ainsi, ce dernier écrit : « N'est-il pas possible que la science telle que nous la connaissons aujourd'hui, ou la « recherche de la vérité » dans le style philosophique traditionnel, engendre un monstre à l'avenir ? N'est-il pas possible que l'approche objective qui rejette les relations personnelles entre les entités examinées soit dommageable pour les gens, les rende malheureux, hostiles, comme des machines autosatisfaites sans charme ni humour ? « N'est-il pas possible, demande Kierkegaard, que mon activité d'observateur objectif [ou critico-rationnel] de la nature affaiblisse ma qualité d'être humain ? » Je soupçonne que la réponse à quelques-unes de ces questions soit affirmative, et je crois qu'une réforme des sciences qui les rende plus anarchistes et plus subjectives (au sens de Kierkegaard) est urgente et nécessaire. »
Jacques Derrida, quant à lui, convoque Kierkegaard pour une méditation profonde sur la mort et le cas d'Abraham.
Et, selon Joaquim Hernandez-Dispaux, la présence de Kierkegaard est constante dans la pensée de Gilles Deleuze.
Jon Stewart indique que « La tradition intellectuelle française s'accorde bien avec le profil éclectique de Kierkegaard puisque ses figures de proue sont souvent difficiles à classer sans ambiguïté comme philosophes, théologiens, critiques littéraires ou simplement écrivains. La pensée de Kierkegaard a été très influente pour de nombreuses générations de philosophes français jusqu'à nos jours. Ce n'est pas seulement l'existentialisme qui a essayé de coopter Kierkegaard pour ses propres fins ; il a aussi été influent dans le contexte de presque toutes les écoles modernes de pensée française : phénoménologie, féminisme, structuralisme, post-structuralisme, sémiotique, et déconstruction. ».

### Influence sur Jacques Ellul
La pensée de Kierkegaard influence également grandement Jacques Ellul : « Si nous voulons retrouver une espérance, écrit-il en 1972, il nous faut, sur le plan intellectuel, spirituel et social, procéder à un véritable désenchantement : il nous faut retrouver l’authenticité de la vertu, arriver à faire la même opération que Kierkegaard a effectuée envers le mythe hégélien. Car […] c’est lui, et non Marx, qui a démystifié Hegel et a remis la dialectique sur ses pieds […]. Marx n’a su qu’enfermer l’homme davantage dans le domaine hégélien : il a ajouté le destin économique au destin de l’État, appelé liberté. Ce que Kierkegaard a fait, nous devrions pouvoir le refaire ».
En 1980, Ellul affirme que « de tous les auteurs chrétiens, Kierkegaard est celui qui a le mieux, le plus authentiquement, le plus radicalement rendu compte de la réalité existentielle de la foi ». Mais c'est surtout en 1987, dans son ouvrage La raison d’être, dont le préambule est intitulé « post-scriptum liminaire, polémique et contingent » en référence au Post-scriptum aux Miettes philosophiques, qu'il souligne sa dette intellectuelle à l'égard de Kierkegaard,.
Kierkegaard fait encore l'objet d'un bref passage dans La technique ou l'enjeu du siècle (1954), l'un des principaux ouvrages du volet sociologique de l'œuvre de J. Ellul. L'auteur, après avoir soutenu que les dangers du développement des techniques aux XIXe et XXe siècles n'avaient pas été compris des penseurs de l'époque, ajoute : « Il est vrai qu'au milieu du XIXe siècle une autre voix avait fait entendre un avertissement prophétique contre la technique alors que celle-ci était à peine éclose. Il s'agit de Kierkegaard, mais son avis, fortement pensé et, au sens le plus fort, prophétique, n'a pas été entendu pour de bien autres raisons. Il avait trop à faire avec la vérité ».

## Œuvre
Auteur prolifique, plus de 30 volumes sont publiés de son vivant, et nombre d'entre eux sont dédiés à son père Michael Pedersen Kierkegaard ou à Régine Olsen.
- Les papiers d'un homme encore en vie. Essai sur un roman de Hans Christian Andersen (Af en endnu Levendes Papirer) (1838)
- Thèse : Du concept d’ironie constamment rapporté à Socrate (1841)
- Ou bien… ou bien ou L'alternative, (Enten - Eller) (1843), L’alternative. Deuxième partie. I. II. III, La valeur esthétique du mariage. L’équilibre de l’esthétique et de l’éthique dans la formation de la personnalité. Ultimatum, 1940, Paris, Gallimard, « Tel », 1984,  (ISBN 2-07-070107-7)
- Johannes Climacus, ou, Il faut douter de tout (1843, (posthume), Paris, Rivages, « Rivages poche /Petite Bibliothèque », 1997,  (ISBN 2-7436-0228-7)
- Discours édifiants (1843-1847)
- Crainte et tremblement, lyrisme dialectique par Johannes de Silentio, (Frygt og Bæven) (1843), 1935, Alcan , Paris, Rivages, 2000, traduction de Charles Le Blanc,  (ISBN 2-7436-0587-1)
- Le Journal du séducteur, extrait de Ou bien… ou bien, (Forførerens Dagbog) (1843), Paris, Gallimard, « Folio Essais », 1990,  (ISBN 2-07-032516-4)
- Les stades immédiats de l'éros ou L'éros et la musique ; suivi de Silhouettes, (BNF 45050383)
- La Répétition, un essai de psychologie expérimentale, aussi traduit par La Reprise (Gjentagelsen) (1843).
- Miettes philosophiques, (Philosophiske Smuler) (1844), *  Miettes philosophiques / Le concept de l'angoisse / Traité du désespoir, Paris, Gallimard, « Tel », 1990,  (ISBN 2-07-071961-8), * Les miettes philosophiques, Paris, Le Seuil, « Points-Essais », 1996,  (ISBN 2-02-030705-7)
- Préfaces, lectures amusantes pour certaines classes sociales suivant les temps et les circonstances, par Nikolaus Notabene (1844)
- Du concept d’angoisse, (Begrebet Angest) (1844), Le Concept d’angoisse. Simple méditation psychologique pour servir d’introduction au problème dogmatique du péché originel, par Vigilius Haufniensis, 1935, Lyrique-dialectique, par Johannes de Silentio. Traduit du danois par P.-H. Tisseau. Introduction de Jean Wahl, Paris, Gallimard, « Folio Essais », 1977,  (ISBN 2-07-035369-9)
- Étapes sur le chemin de la vie, (Stadier paa Livets Vei) (1845), Paris, Gallimard, « Tel », 1979,  (ISBN 2-07-028688-6)
- Coupable ? Non coupable ? : une histoire de la souffrance : expérience psychologique par Frater Taciturnus, 3e volet de la trilogie des stades sur le chemin de la vie (1845), 1942, (BNF 34993848)
- Post-scriptum définitif et non scientifique aux miettes philosophiques par Johannes Climacus, publié par Søren Kierkegaard (1846), Paris, Gallimard, « Tel », 2002,  (ISBN 2-07-076585-7)
- Un compte rendu littéraire (1846)
- Discours édifiant à plusieurs points de vue (1847)
- Les actes de l’amour. Quelques méditations chrétiennes sous forme de discours (1847)
- Discours chrétiens (1848)
- Traité du désespoir ou La Maladie mortelle, exposé de psychologie chrétienne pour l’édification et le réveil, par Anti-Climacus (Sygdommen til Døden) (1849), Paris, Gallimard, « Folio Essais », 1988, * La maladie à la mort, Paris, Fernand Nathan, « Les Intégrales de Philo », 2006,  (ISBN 2-09-182516-6)  (ISBN 2-07-032477-X)
- Ce que nous apprennent les lis des champs et les oiseaux du ciel, trois discours pieux, 1847, 1849 1935, Le lis des champs et l’oiseau du ciel. Trois discours pieux
- Deux petits traités éthico-religieux (1849)
- Discours sur la communion du vendredi (1849-1851)
- L’école du christianisme, (Exercice dans le christianisme) par Anti-Climacus (1850), 1936, Alcan, * Exercice en christianisme, Paris, Éditions du Félin, 2006,  (ISBN 2-86645-630-0)
- Pour un examen de conscience, recommandé aux contemporains (1851)
- Juge-toi toi-même (1851)
- Antigone. Réflexion du tragique antique dans le tragique moderne , par Victor Eremita (BNF 32307821)
- Sur mon œuvre d'écrivain (1851)
- Vingt et un articles ; Cela doit être dit, que cela soit donc dit ; Comment Christ juge le christianisme officiel ; L'instant : 1854-1855, (BNF 34749043)
- Hvad Christus dømmer om officiel Christendom. 1855. (Ce que le Christ juge du christianisme d'état.)
- Diapsalmata, (partie de Ou bien… ou bien), 1963, Alcan, Editions Allia, 2005
- Point de vue explicatif de mon œuvre d'écrivain (posthume)
- Journal (posthume)
- Le livre sur Adler, (posthume), 1872
- Œuvres complètes, L'Orante, 1966-1984. 20 vol. Traduction par Paul-Henri Tisseau[101].
- Œuvres, Paris, Robert Laffont, « Bouquins », 1993, éd. Régis Boyer (contient Ou bien…Ou bien, La Reprise, Stades sur le chemin de la vie, La Maladie à la mort), dans les traductions de Paul-Henri et Else-Marie Tisseau,  (ISBN 2-221-07373-8)
- Le Banquet (In vino veritas), un souvenir raconté par Viliam Afham, Alcan, 1933, L'Herne, 2011,  (ISBN 9782851979407)
- La Crise ou une crise dans la vie d'une actrice, Paris, Rivages poche (Petite Bibliothèque), 2012
- Correspondance, Paris, Éditions des Syrtes, 2003.